# فولتا كاتالونيا 1954
فولتا كاتالونيا 1954 (بالإسبانية: Volta a Cataluña 1954)‏ هو سباق دراجات هوائية، وهو الموسم رقم 34 من السباق، وأقيم خلال الفترة 5 سبتمبر 1954، وحتى 12 سبتمبر 1954.
فاز فيه بالمركز الأول  والتر سيرينا، وبالمركز الثاني  Albert Sant i Alentà ‏، وبالمركز الثالث  ميغيل بوليت.

## الفائزون
| الترتيب | الفائز                |
| ------- | --------------------- |
| الفائز  | والتر سيرينا          |
| الثاني  | Albert Sant i Alentà ‏ |
| الثالث  | ميغيل بوليت           |